# Rocs de Canells
Els Rocs de Canells és una muntanya de 2.254 metres que es troba al municipi de Bagà, a la comarca catalana del Berguedà.